# Портер, Теодор
Теодор Портер (англ. Theodore M. Porter; род. 3 декабря 1953, Вашингтон) — американский историк, специалист по истории наук, в особенности гуманитарных, историк статистики. Доктор философии (1981), заслуженный профессор-эмерит Калифорнийского университета в Лос-Анджелесе, где преподавал с 1991. Член Американской академии искусств и наук (2008).
Докторскую степень по истории и истории науки получил в Принстоне. Являлся постдоком в Калифорнийском технологическом институте и провел год в Центре междисциплинарных исследований в Университете Билефельда. Затем стал ассистент-профессором Виргинского университета. С 1991 в Калифорнийском университете в Лос-Анджелесе, ныне заслуженный профессор-эмерит истории.
Первая книга — The Rise of Statistical Thinking (1986; переиздана в 2010 с новым предисловием) . В 2020 также переиздана с новым предисловием его книга Trust in Numbers: The Pursuit of Objectivity in Science and Public Life (1995) . В 2003 вместе с Dorothy Ross (historian) выпустил том VII Кембриджской истории науки The Modern Social Sciences (2003). Также он автор Karl Pearson: The Scientific Life in a Statistical Age (2004) (называл ее своей наименее любимой).
Последняя книга — Genetics in the Madhouse: The Unknown History of Human Heredity (2018) . Рабочее название предстоящего труда — Funny Numbers. Автор предисловия к переизданию The Edge of Objectivity. Автор Британники.